# Кэширование изображения
Кэши́рование изображе́ния, ретрокэ́ш — цифровая технология фото- и видеосъёмки, позволяющая сохранять изображение событий, произошедших до нажатия на кнопку запуска съёмки. Доступна для цифровых видеокамер и фотоаппаратов, способных регулировать выдержку без затвора временем считывания зарядов с матрицы.

## Видеотехника
Впервые технология реализована в 1995 году компанией Avid Technology в профессиональной цифровой видеокамере «Ikegami Camcutter» серии «Эдиткам» под торговым названием англ. Retro Loop (буквально — Обратная петля). За счёт использования вместо видеомагнитофона жёсткого диска с мгновенным доступом к любому месту видеозаписи, камера позволяла записывать «обратную петлю» видео в ждущем режиме. При этом начало видеозаписи, устаревшее на 1 минуту, замещалось свежим материалом, а после наступления ожидаемого события весь сохранённый за этот интервал времени контент переводился кнопкой в статус записанного. Таким образом, готовое видео начинается не с момента нажатия на кнопку, а за минуту до этого. Для фиксации непредсказуемого во времени события достаточно включить этот режим, способный записывать петлю видео в течение неограниченного интервала.
В современных цифровых видеокамерах эта же функция чаще называется «кэширование изображения» или «запись в кэш-память» (англ. Picture Cache Recording). Например, профессиональный камкордер «Sony HDW-650» таким образом сохраняет до 8 секунд звуковых и видеоданных, попавших в буферную память перед нажатием на кнопку записи. Другая модель «Sony PMW-320» сохраняет 15 секунд, предшествовавших старту рекордера. В камерах Panasonic режим получил торговое название «предзапись» (англ. Pre-Rec или Pre Record), а в аппаратуре JVC эта же функция называется «ретрокэш» (англ. Retro-Cache).

## Фотоаппаратура
Аналогичный способ получения снимков событий, произошедших до нажатия на спусковую кнопку, реализован в дорогих камерафонах с помощью мобильного приложения Pro Capture. Съёмка ведётся непрерывно с высокой частотой при наполовину поджатой спусковой кнопке. При этом снимки сохраняются в буфере в течение заданного интервала, после которого их место занимают более свежие. После полного нажатия на спусковую кнопку все записанные снимки могут быть сохранены на карту памяти, в том числе и снятые до нажатия на кнопку. В 2016 году эта функция добавлена в беззеркальный фотоаппарат «Olympus OM-D E-M1 Mark II». За счёт непрерывной съёмки с высокой частотой до 60 кадров в секунду кэширование позволяет найти в ней снимки быстропротекающих процессов, которые невозможно зафиксировать непосредственным нажатием на кнопку. Такая возможность компенсирует недостатки человеческой реакции, и актуальна при съёмке спортивных состязаний или живой природы.